# 스푸트니크 라이트 코로나19 백신
스푸트니크 라이트 코로나19 백신(Спутник Лайт)은 러시아 가말레야 국립 전염병 및 미생물학 센터가 개발한 코로나19 백신이다. 스푸트니크 V 코로나19 백신의 첫번째 접종만 맞는 형태이다.

## 특징
2회 접종이 필요한 다른 백신과 달리 1회 접종으로 끝나는 특징이 있다. 그리고 냉 2-8도에서 보관할 수 있다.

## 같이 보기
- 스푸트니크 V 코로나19 백신 - 가말레야 국립 전염병 및 미생물학 센터가 개발한 다른 코로나19 백신.

## 예방률
예방률은 79.4%로 나타났으며 (가말레야 연구소 측 85%) 같은국가인 러시아가 개발한 스푸트니크 V 코로나19 백신보다 12.2% 떨어진다.